# Esper Biełosielski
Esper Konstantinowicz Biełosielski-Biełozierski, ros. Эспер Константинович Белосельский-Белозерский (ur. 8 października 1870 w Petersburgu, zm. 5 stycznia 1921 w Paryżu) – rosyjski żeglarz, olimpijczyk, zdobywca brązowego medalu w regatach na Letnich Igrzyskach Olimpijskich w 1912 roku w Sztokholmie.
Na Letnich Igrzyskach Olimpijskich 1912 zdobył brąz w żeglarskiej klasie 10 metrów. Załogę jachtu Gallia II tworzyli również Ernst Brasche, Nikołaj Pusznicki, Aleksandr Rodionow, Iosif Schomaker, Philipp Strauch i Karl Lindholm.
Pochodził z książęcego rodu Biełosielskich-Biełozierskich.